# Nova Friburgo

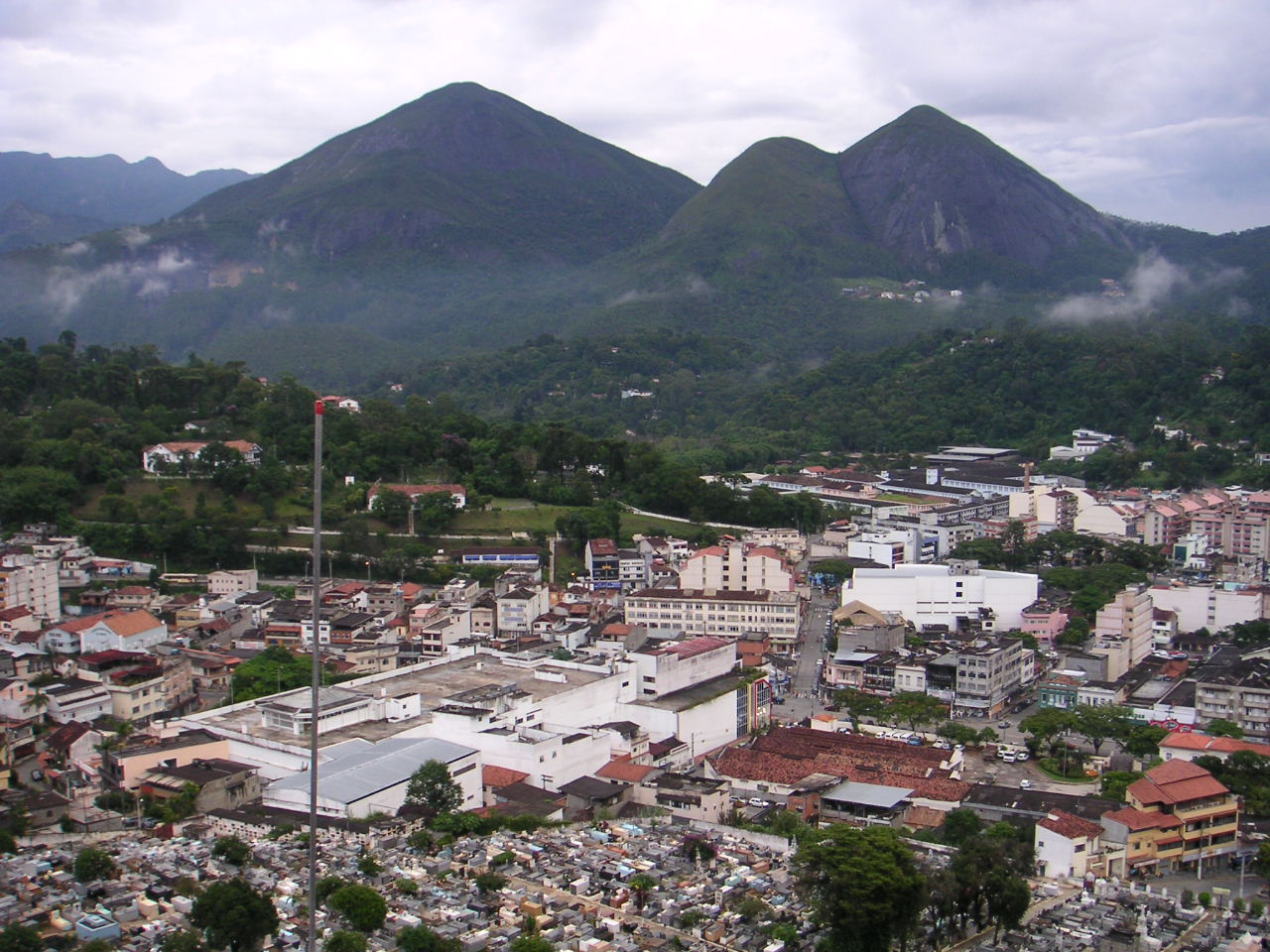
Centrum miasta

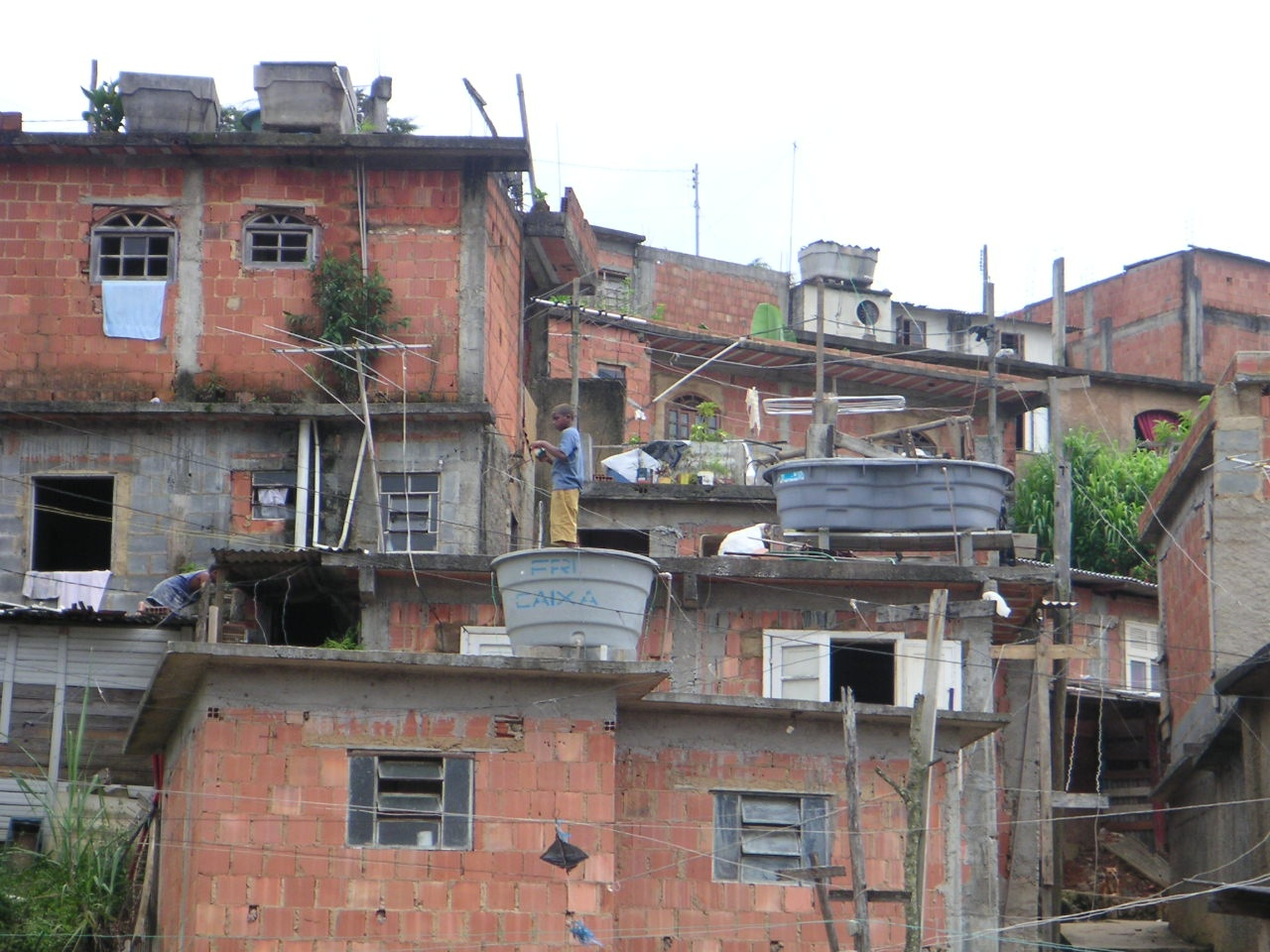
Favela

Nova Friburgo – miasto w południowo-wschodniej Brazylii, w stanie Rio de Janeiro, na Wyżynie Brazylijskiej, na wysokości 848 metrów. Około 154 tys. mieszkańców. Położone w odległości 117 km od miasta Niterói i 131 km od Rio de Janeiro.
Miasto zostało założone w 1820 r. przez osadników przybyłych tu ze szwajcarskiego Fryburga. W centrum Fryburga jeden z placów otrzymał nazwę „Place de Nova-Friburgo”, a w 200. rocznicę emigracji umieszczono na nim pamiątkową, brązową tablicę z okolicznościowym napisem.
W mieście rozwinął się przemysł włókienniczy oraz ceramiczny.
Siedziba diecezji katolickiej, której biskupem jest Edney Gouvêa Mattoso.
W mieście ma siedzibę klub piłkarski Friburguense AC.

## Współpraca
- Fryburg, Szwajcaria